# Magical Mystery Tour (Lied)
Magical Mystery Tour (englisch für: Magisch geheimnisvolle Fahrt) ist der Titel eines Lieds der britischen Rockgruppe The Beatles aus dem Jahr 1967. Komponiert wurde es von John Lennon und Paul McCartney und steht unter dem zu Beatles-Zeiten üblichen Copyright Lennon/McCartney. Erstmals veröffentlicht wurde das Stück auf dem Soundtrack zum gleichnamigen Film der Beatles, der in Großbritannien auf einer Doppel-EP am 8. Dezember 1967, in den USA in Form eines Albums am 27. November 1967 veröffentlicht wurde.

## Hintergrund
Am 21. April 1967 beendeten die Beatles die Aufnahmen für ihr Album Sgt. Pepper’s Lonely Hearts Club Band, schon vier Tage später begannen die Aufnahmen zum Lied Magical Mystery Tour. Das Lied basiert auf McCartneys ursprüngliche Idee, die er auf einem Nachtflug von den USA am 11. April 1967 hatte, obwohl das, was er ins Studio mitbrachte, kaum mehr als der Titel und einige Akkorde waren. Er versuchte, die anderen Beatles dazu zu bringen, Texte beizusteuern, aber ihre Mitarbeit war gering und so vervollständigte er später die Texte allein.
Paul McCartney sagte im Nachhinein über die Entstehung: "John und ich erinnerten uns an mysteriöse Touren, und wir dachten immer, das sei eine faszinierende Idee: in einen Bus zu steigen und nicht zu wissen, wohin man geht. Eher romantisch und leicht surreal! ... "Magical Mystery Tour" wurde von John und mir gemeinsam geschrieben, in unserer Jahrmarktszeit. Eine unserer großen Inspirationen war immer der Marktschreier. "Roll up! Roll up!' Das Versprechen von etwas: die Zeitungsanzeige, in der es heißt "garantiert, nicht zu knacken", der "hochklassige" Metzger, die "garantierte Zufriedenheit" von Sgt. Pepper. "Komm hinein", "Tritt hinein, Liebe."

## Aufnahmen
Musikproduzent der Aufnahmen war George Martin. Die Tontechniker waren Geoff Emerick und Malcolm Addey (nur am 3. Mai 1967). Paul McCartney war der Sänger des Liedes und spielte während der Aufnahmen Klavier und Bass. John Lennon spielte akustische und elektrische Rhythmusgitarre. Außerdem sang er im Hintergrund. George Harrison spielte die Leadgitarre und sang ebenfalls im Hintergrund. Ringo Starr spielte Schlagzeug und Tamburin. Die engagierten Trompeter waren David Mason, Elgar Howarth, Roy Copestake und John Wilbraham.
Basierend auf Paul McCartneys Konzept einer „geheimnisvollen Busreise durch England“ begann die Gruppe am 25. April 1967 in den Londoner Abbey Road Studios mit den Arbeiten am Titelstück Magical Mystery Tour. Schon früh kam man zum Entschluss, als besonderen Effekt das Geräusch eines vorbeifahrenden Busses ins Lied einzubauen. Dafür griff man auf eine passende Aufnahme aus dem Archiv der Abbey Road Studios zurück.
An den beiden nächsten Tagen folgten ergänzende Aufnahmen, bei denen verschiedene Overdubs hinzugefügt wurden. Nachdem beschlossen worden war, einige Passagen mit Trompeten begleiten zu lassen, wurden vier Studiomusiker für Aufnahmen am 3. Mai 1967 engagiert. Es war versäumt worden, ein Arrangement vorzubereiten, sodass dieses gemeinsam mit den Studiomusikern erarbeitet wurde.
Der letzte Arbeitsschritt fand am 7. November 1967 statt. Das Stück erhielt die gesprochene Einleitung “Roll up, roll up for the Magical Mystery Tour! Step right this way!” und die am 25. April 1967 vorbereitete Effektspur mit dem Busgeräusch wurde in die Abmischungen eingefügt. Es wurden schließlich eine Mono- und Stereoversion des Stücks abgemischt. Die Versionen weisen leichte Unterschiede auf.

## Veröffentlichungen
- Am 27. November 1967 erschien in den USA Magical Mystery Tour erstmals auf einer Langspielplatte, dem Kompilationsalbum Magical Mystery Tour. Das Album wurde am 16. September 1971 in Deutschland und am 19. November 1976 in Großbritannien veröffentlicht.
- In Großbritannien und Deutschland wurde Magical Mystery Tour am 8. Dezember 1967 auf der Doppel-EP Magical Mystery Tour veröffentlicht.
- Am 6. April 1973 erschien das Kompilationsalbum 1967–1970 auf dem sich auch Magical Mystery Tour befindet.
- Aufnahme-Take 27 von Magical Mystery Tour erschien am 13. März 1996 auf dem Kompilationsalbum Anthology 2. Hierbei handelt es sich um eine frühere Version mit einer deutlich anderen Instrumentierung und weniger Overdubs, für das Album Magical Mystery Tour wurde Aufnahme-Take 52 verwendet.
- Am 10. November 2023 wurde das Kompilationsalbum 1967–1970 erneut wiederveröffentlicht. Auf diesem befindet sich Magical Mystery Tour in einer von Giles Martin und Sam Okell 2023 neu abgemischten Version.

## Trivia
Das Lied ist im Film Indiana Jones und das Rad des Schicksals aus dem Jahr 2023 zum Szenenwechsel von der einführenden Rückschau auf die Geschehnisse im Jahr 1944 in das Jahr 1969 zu hören. Es wird während einer Party laut in der Wohnung der Nachbarn der Titelfigur Dr. Jones gespielt, wodurch dieser geweckt wird.